# Осиновский сельсовет (Чулымский район)
Осиновский сельсовет — сельское поселение в Чулымском районе Новосибирской области Российской Федерации.
Административный центр — посёлок Осиновский.

## История
Статус и границы сельского поселения установлены Законом Новосибирской области от 2 июня 2004 года № 200-ОЗ «О статусе и границах муниципальных образований Новосибирской области»

## Население
| 2002 | 2010 | 2012 | 2013 | 2014 | 2015 | 2016 |
| ---- | ---- | ---- | ---- | ---- | ---- | ---- |
| 737  | ↘551 | ↘525 | ↘480 | ↘457 | ↘435 | ↘423 |
| 2017 | 2018 | 2019 | 2020 | 2021 |      |      |
| ↘409 | ↘392 | ↘366 | ↘344 | ↘338 |      |      |

## Состав сельского поселения
| № | Населённый пункт   | Тип населённого пункта          | Население |
| - | ------------------ | ------------------------------- | --------- |
| 1 | Новорождественский | посёлок                         | ↘46       |
| 2 | Осиновский         | посёлок, административный центр | ↘384      |
| 3 | Сидоркино          | посёлок                         | ↘121      |